# Psychotria gendarussifolia
Psychotria gendarussifolia är en måreväxtart som beskrevs av Carl Ludwig von Blume. Psychotria gendarussifolia ingår i släktet Psychotria och familjen måreväxter. Inga underarter finns listade i Catalogue of Life.